# Castillo de Riegersburg
El castillo de Riegersburg es un castillo medieval situado en un volcán inactivo sobre la ciudad de Riegersburg, en el estado austriaco de Estiria. El castillo es propiedad de la Casa de Liechtenstein y contiene un museo con exposiciones cambiantes. El castillo de Riegersburg está situado a una altitud de 450 m.

## Ubicación
El castillo fue construido en una colina que anteriormente había sido un antiguo volcán. Para ser precisos, son los restos petrificados del interior fundido solidificado, un cuello volcánico de un gran estratovolcán que probablemente se extinguió hace unos dos millones de años, al igual que otras colinas similares en el norte de Europa central. El pico está a 482 metros sobre el nivel del mar. El antiguo basalto de la colina se usó para construir el castillo.

## Historia
La gente ha vivido en el área  de alrededor de Riegersburg durante unos miles de años. En el siglo IX a. C. fue fundado un gran pueblo con 300 personas viviendo en él. Más tarde, desde el año 15 aC hasta 476 d. C. la región fue parte del Imperio Romano. En los siglos III y IX, los bávaros inmigraron y los húngaros invadieron el este. Fue el comienzo de un largo tiempo de conflictos armados. La historia del castillo comienza en el año 1122. El primer caballero que se sabe que vivió allí fue Rudiger von Hohenberg. A lo largo de los siglos, el castillo ha tenido muchos propietarios diferentes, pero solo unos pocos desempeñaban un papel importante. Entre los propietarios posteriores se encuentra la familia de los Walseer que se enemistó con el soberano de Estiria en 1415. La propietaria más importante fue la baronesa Katharina Elisabeth von Wechsler. Entre 1637 y 1653 se terminó el castillo, convirtiéndose en uno de los castillos más grandes y fuertes del país. Está rodeado por 3 kilómetros de muros con 5 puertas y 2 zanjas y tiene 108 habitaciones. En el siglo XVII, la frontera con el Imperio Otomano a veces se encontraba a solo entre 20 y 25 km del castillo, y la zona estaba afectada por conflictos con los turcos y los húngaros. El castillo era un lugar seguro para las personas que vivían en las cercanías, a veces ofreciendo refugio dentro de sus muros a unos pocos miles. La baronesa Katharina Elisabeth von Wechsler se casó tres veces y tuvo una hija que se casó con un conde Purgstall. El castillo pasó a la familia Purgstall, que desapareció alrededor del año 1800. En 1822, el soberano Johann Josef von Liechtenstein compró el castillo. Pertenece a la familia de von Liechtenstein hasta el día de hoy. El castillo fue tomado por la 10.ª División de Fusileros de la Guardia de las fuerzas soviéticas avanzando hacia Graz el 8 de mayo de 1945.

## Museo
El castillo es propiedad de la Casa de Liechtenstein, que vive en una casa en el pueblo. Sirve como museo, con 25 de las 108 habitaciones que se abren para poder ser visitadas. Dieciséis de las habitaciones muestran la historia del Castillo de Riegersburg y nueve tratan con brujas y hechiceros.

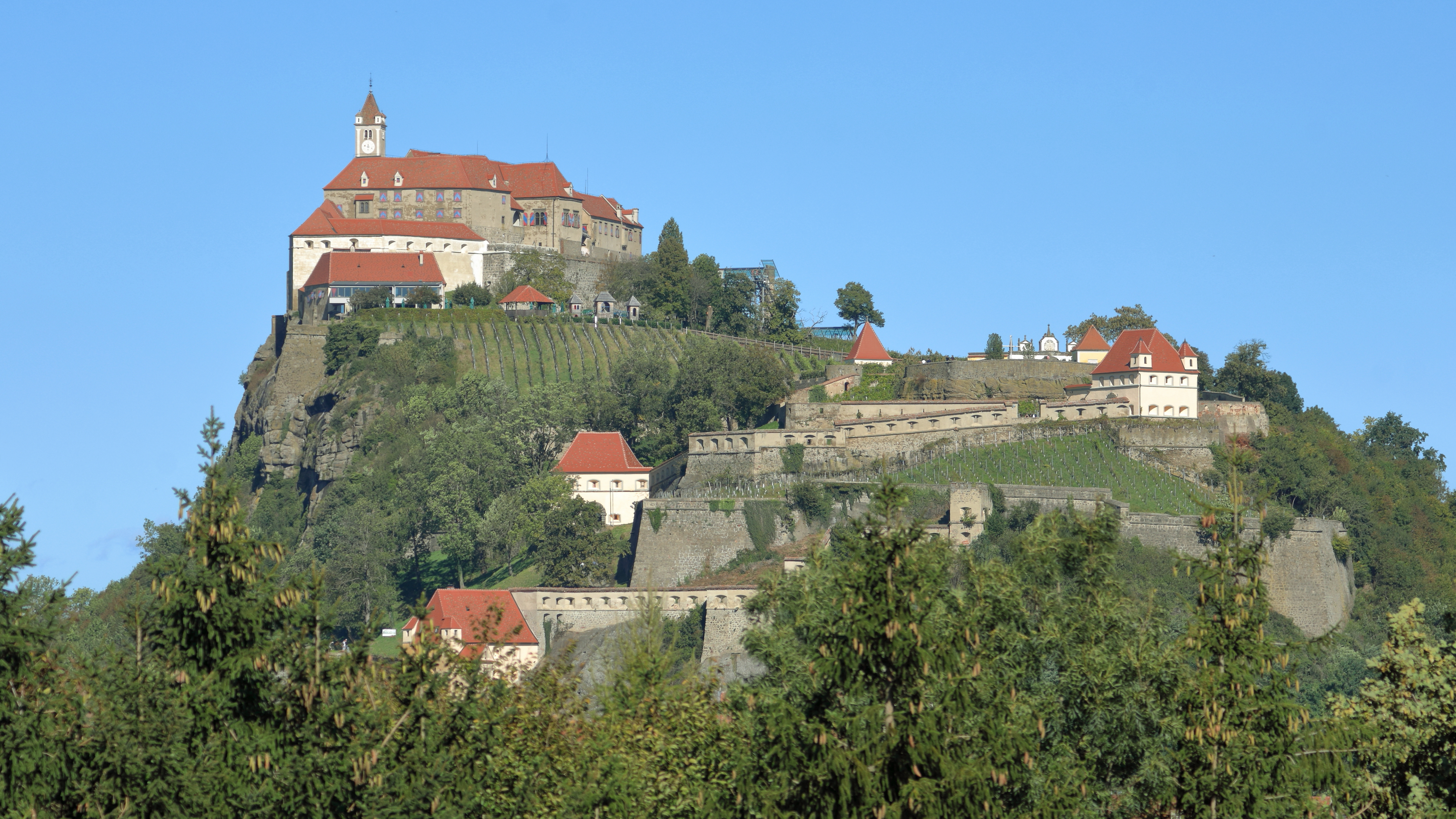
Vista sur del complejo del castillo
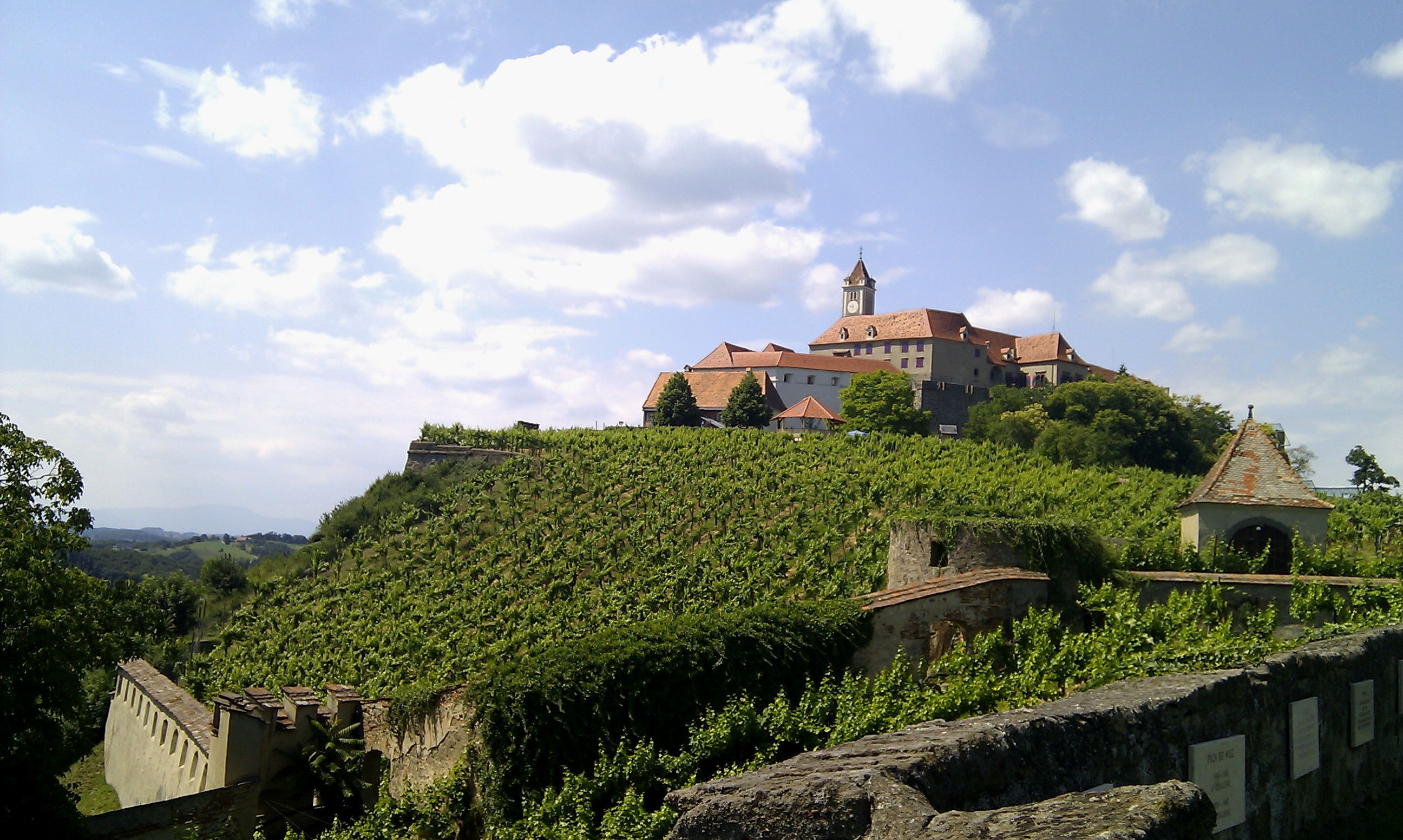
Viñas en la parte superior del cerro rodeando el castillo
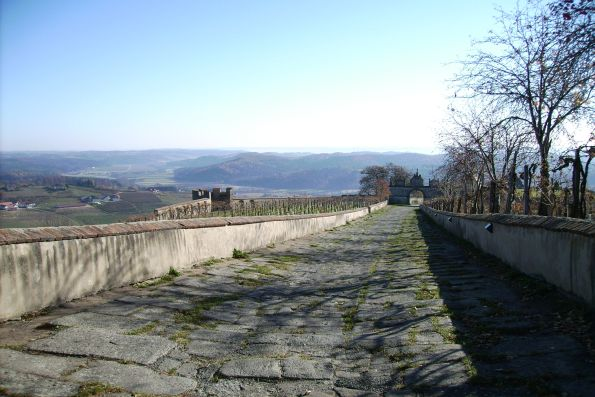
El camino que lleva al castillo
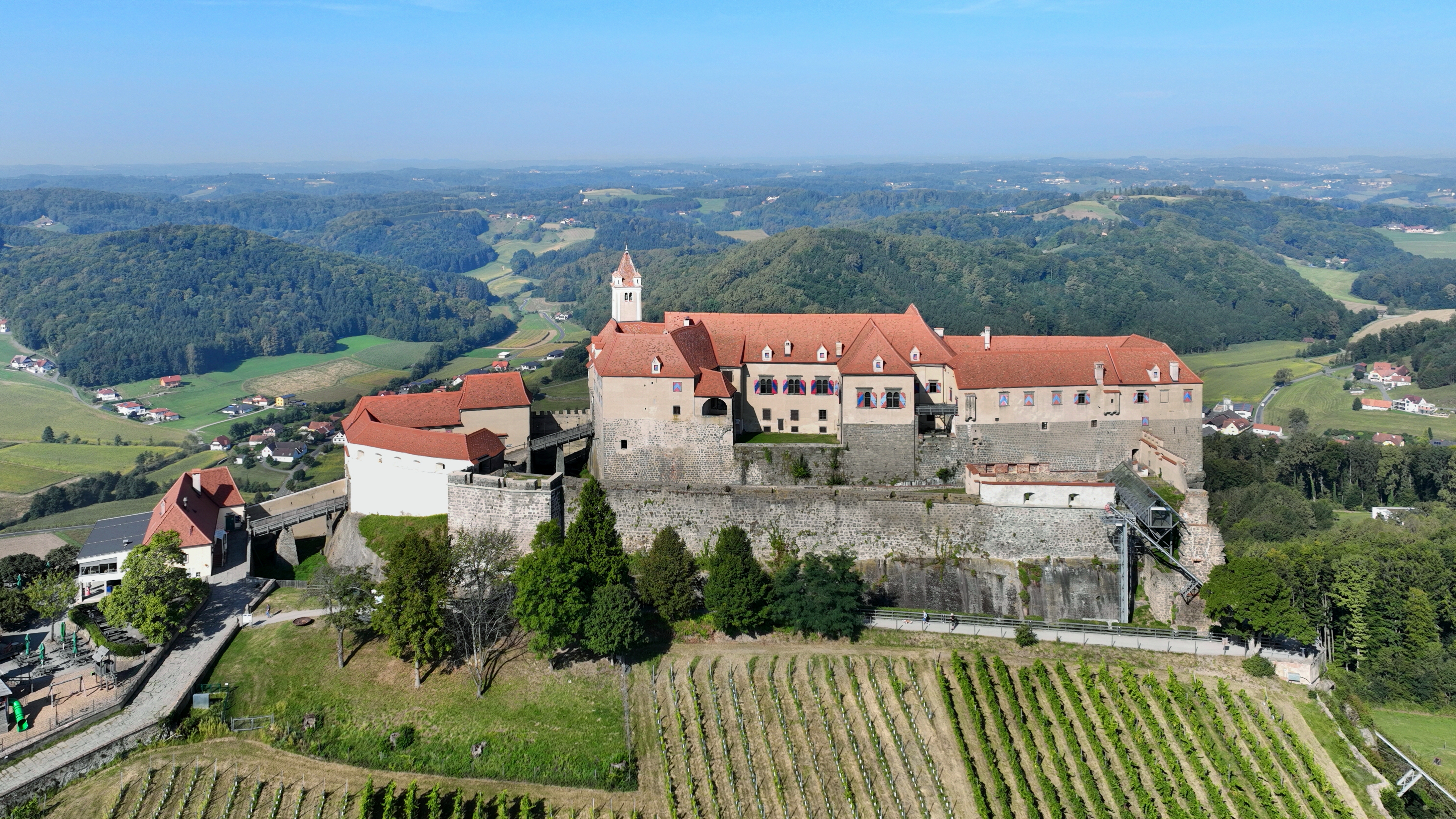
Hochburg Riegersburg, el baluarte interior
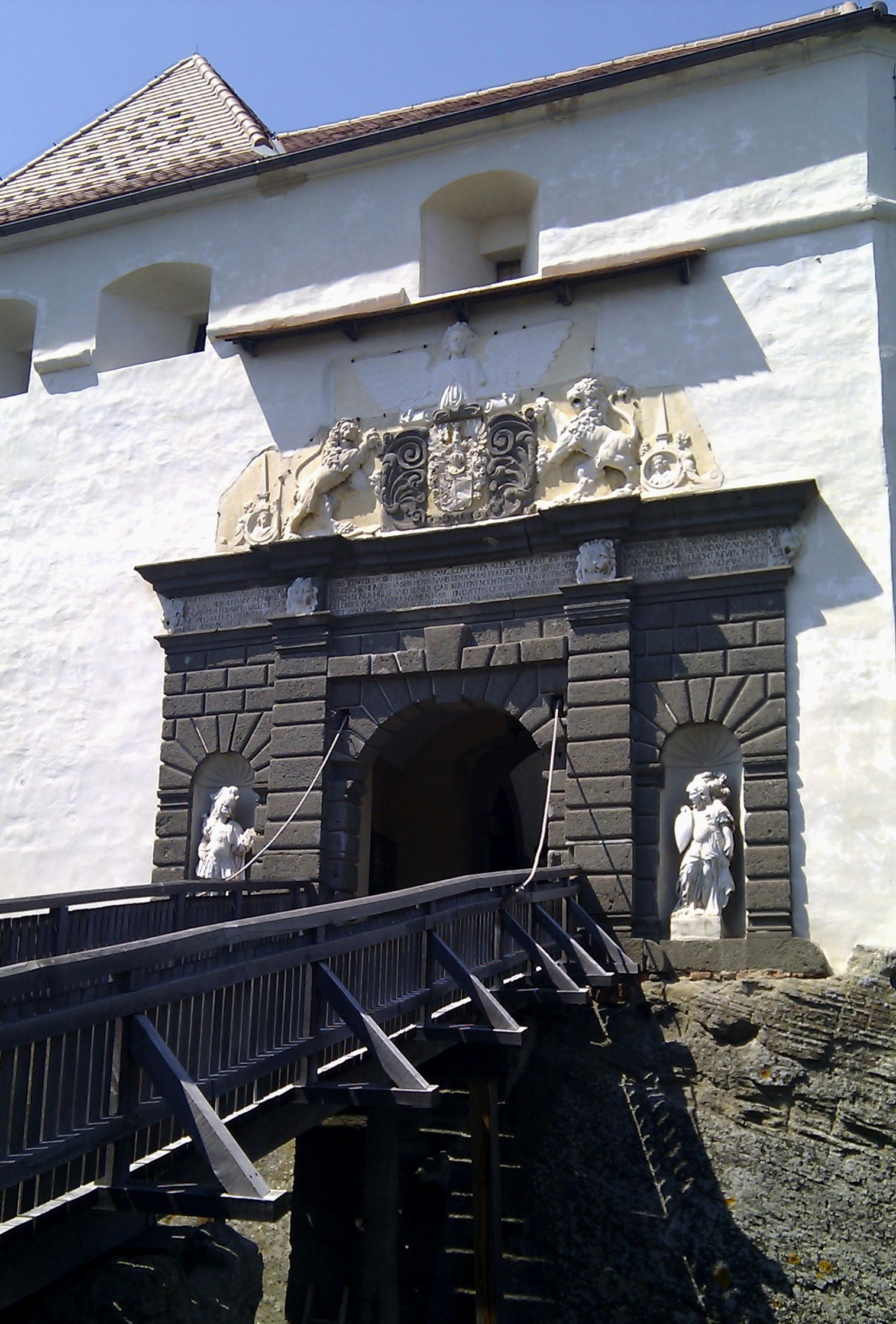
Puerta Wenzel, la entrada principal (1653)

Este artículo incorpora información del artículo equivalente en la Wikipedia alemana.